# Галло, Агостино
Агостино Галло (итал. Agostino Gallo; 14 мая 1499, Брешия, Ломбардия — 6 сентября 1570, там же) — итальянский учёный-агроном, землевладелец, много потрудившийся на пользу отечественного земледелия ревностною пропагандой культуры новых растений.
Внёс большой вклад в накопление сельскохозяйственных знаний своего времени. Занимался усовершенствованием методов возделывания сельхозземель, изучал классические и современные ему методы, ввёл ряд новых сельскохозяйственных культур, таких как люцерна и рис.
По этим причинам считается отцом, основателем итальянского сельского хозяйства.
Его самые известные работы — «Agricoltura Et De Piaceri Della Villa Etc», которая была опубликована между 1550 и 1569 годами на нескольких языках и «Le vinti giornate delle agricoltura» (1569 г.; 2-е издание 1775).

## Память
- Его имя носит одна из улиц Брешии - Via Agostino Gallo.